# Nicolea schmardai
Nicolea schmardai är en ringmaskart som beskrevs av Holthe 1986. Nicolea schmardai ingår i släktet Nicolea och familjen Terebellidae. Inga underarter finns listade i Catalogue of Life.